# Lijst van vlaggen van Guatemalteekse deelgebieden
Dit artikel bevat een lijst van vlaggen van Guatemalteekse deelgebieden. Guatemala telt 22 departementen.

Alta Verapaz
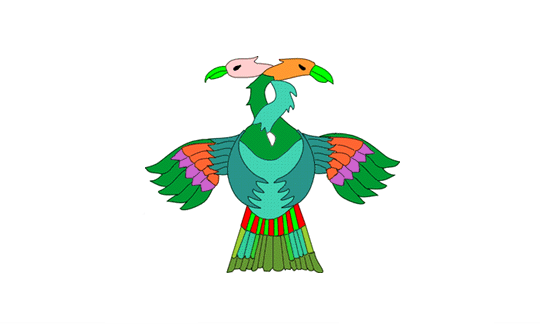
Baja Verapaz
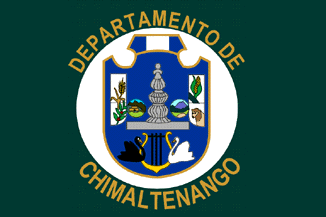
Chimaltenango
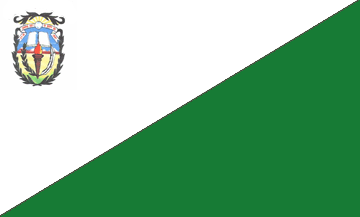
Chiquimula
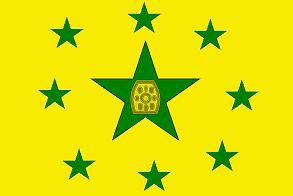
El Progreso
Escuintla
Guatemala
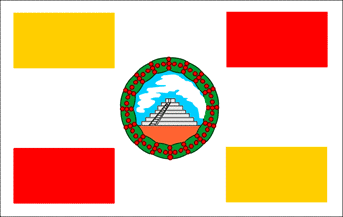
Huehuetenango
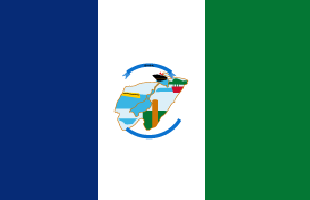
Izabal
Jalapa
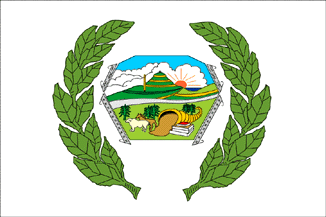
Jutiapa
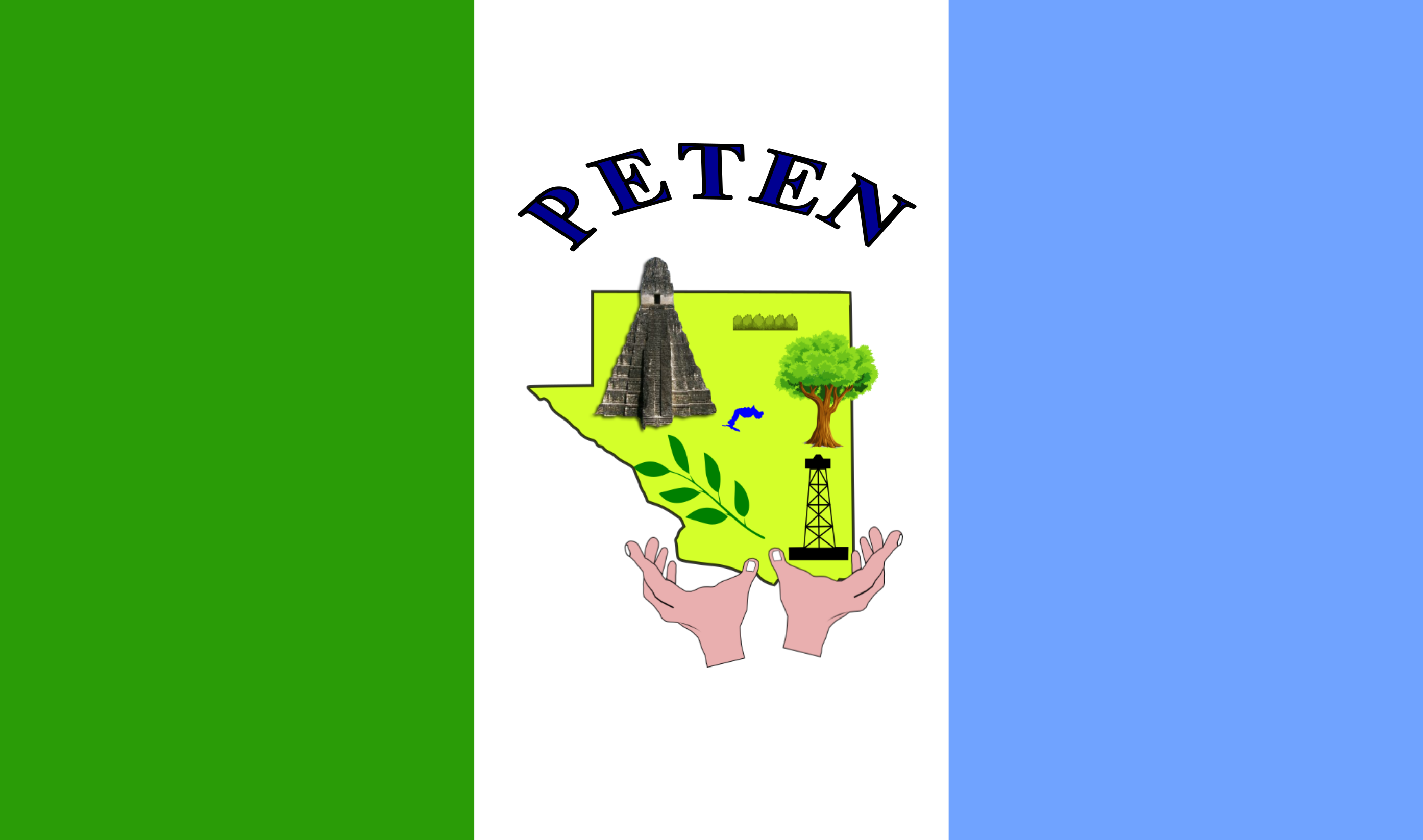
Petén
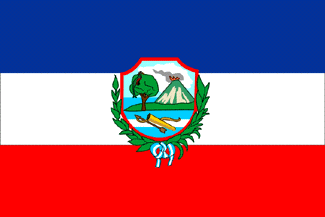
Quetzaltenango
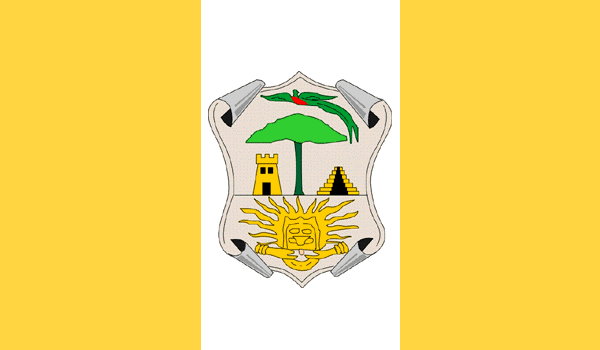
Quiché
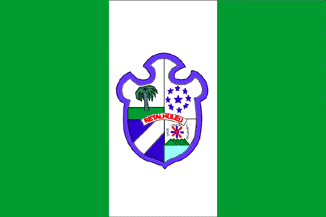
Retalhuleu
Sacatepéquez
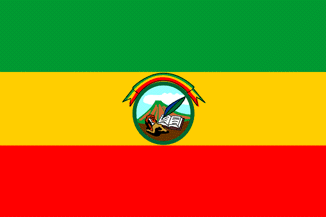
San Marcos
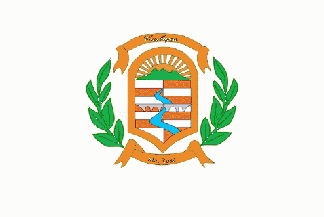
Santa Rosa
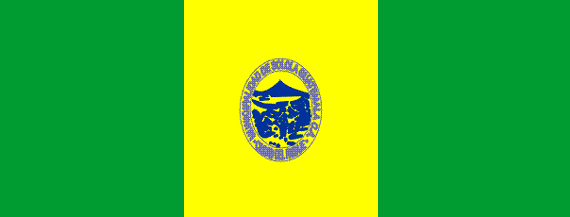
Sololá
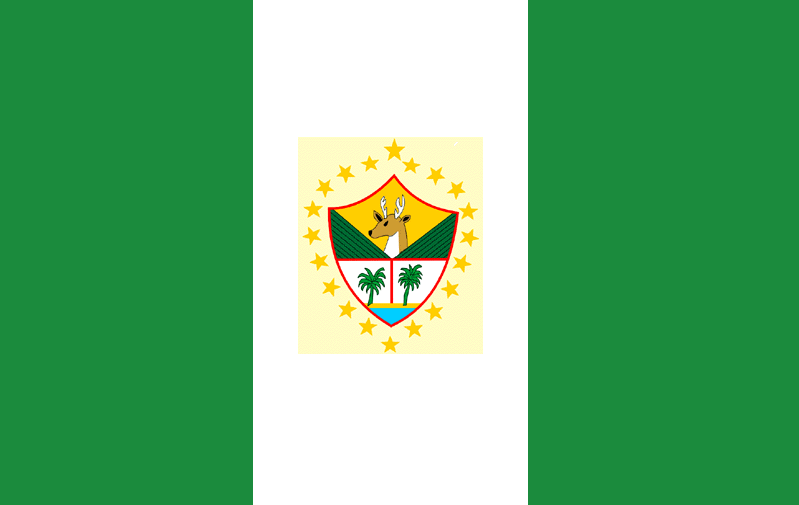
Suchitepéquez
Totonicapán
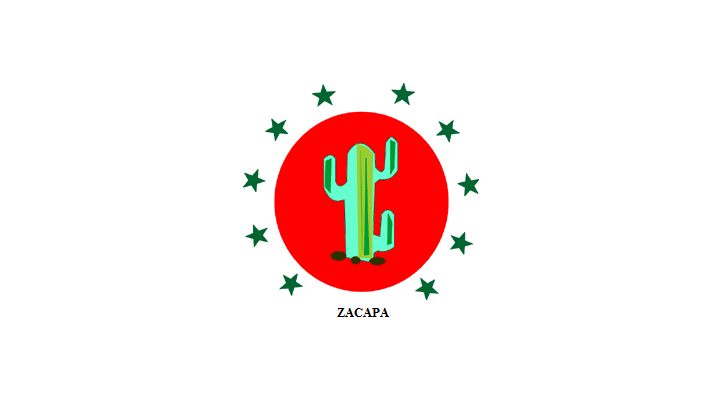
Zacapa